# أنتوني كاي
أنتوني كاي (21 أكتوبر 1982 ببارنسلي في المملكة المتحدة - ) (بالإنجليزية: Antony Kay)‏ هو لاعب كرة قدم بريطاني في مركز الدفاع. لعب مع ميلتون كينز دونز ونادي بارنسلي ونادي ترانمير روفرز لكرة القدم وهدرسفيلد تاون.

## وصلات خارجية
- أنتوني كاي على موقع قاعدة بيانات كرة القدم.إي يو (الإنجليزية)
- أنتوني كاي على موقع Soccerbase.com (لاعب) (الإنجليزية)
- أنتوني كاي على موقع Soccerway.com (الإنجليزية)